# Tash Rabat
Tash Rabat (em quirguiz:  Таш-Рабат) é um caravançarai fundado no século XV e situado no distrito de At-Bashi, na província de Naryn, no Quirguistão, à altitude de 3500 metros.

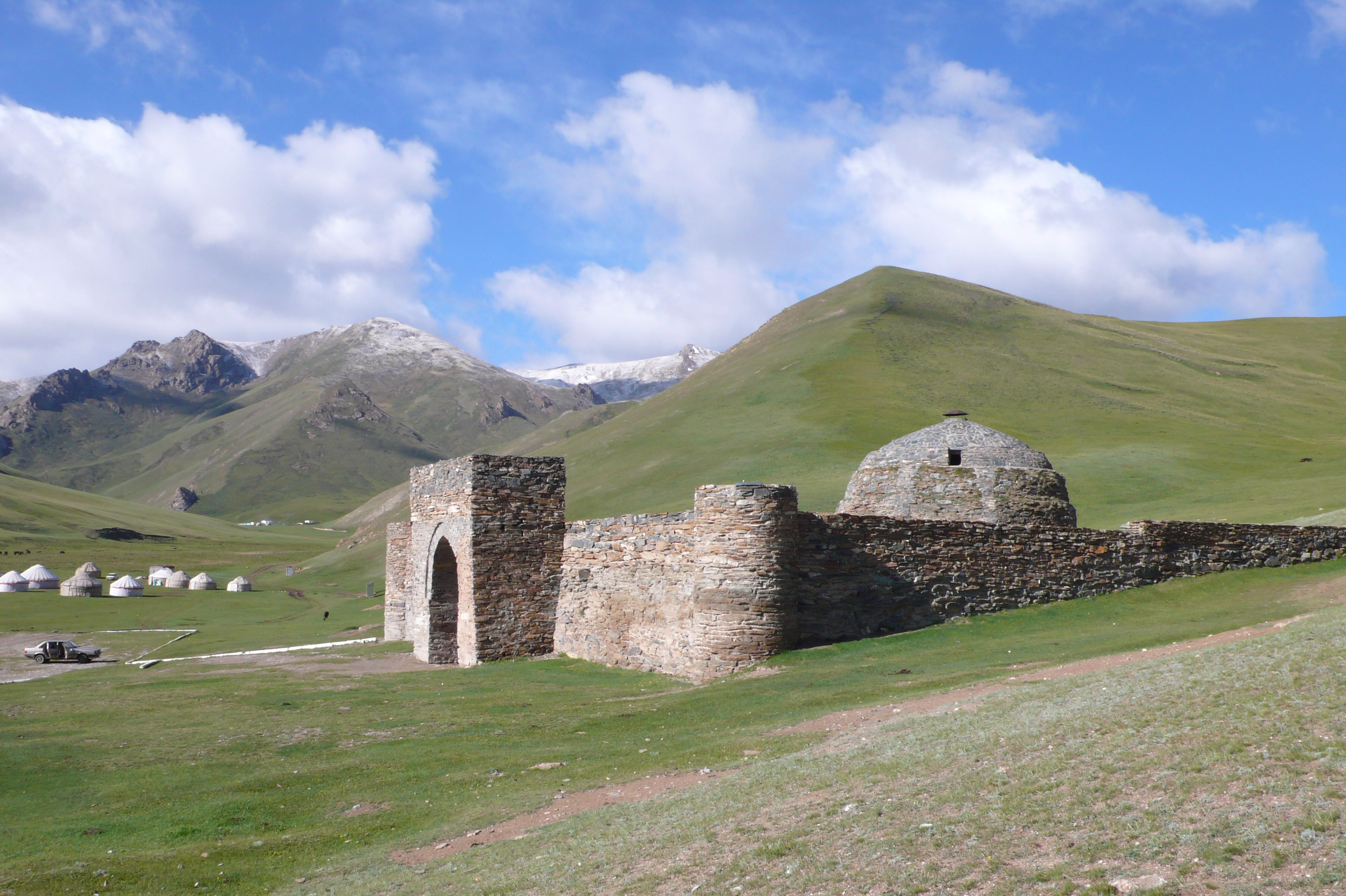
Imagem de Tash Rabat

O edifício, construído em pedra, tem 31 divisões e está muito bem preservado. Está localizado na cordilheira Tian Shan, perto da estrada principal que agora liga o Quirguistão à República Popular da China através do Passo de Torugart. Fica a cerca de 80 km da cidade de Naryn, do lago Son-Kul e da fortificação em ruínas de Qoshoy Qorgon.
Tash Rabat significa «habitação em pedra» ou «estalagem de pedra» em turco. Este caravançarai foi paragem para viajantes e caravanas de mercadorias entre Kashgar Xinjiang, China e Yssyk Kul (Quirguistão). Fazia por isso parte da Rota da Seda. 